# Dannenbüttel
Dannenbüttel ist ein Ortsteil der Gemeinde Sassenburg im Landkreis Gifhorn in Niedersachsen.

## Geografie
Dannenbüttel liegt an der Bundesstraße 188, 7 km östlich von Gifhorn in Richtung Wolfsburg. Südlich der Straße fließt die Aller. Die Ortschaft Dannenbüttel ist als Rundling entstanden.

## Geschichte
Dannenbüttel entstand am trockenen Geestrand des Urstromtals der Aller. Dies war ein Gebiet, in dem schon früh menschliche Siedlungsplätze entstanden. Bereits in der Steinzeit lebten in der Umgebung des heutigen Dorfes Menschen, worauf Funde von Steinzeitwerkzeugen hinweisen.
Dannenbüttel gehört zu der Gruppe -büttel-Dörfer. Um 500 wurden wahrscheinlich die Wenden als slawischer Völkerstamm in der Gegend sesshaft.
Die Flurbezeichnungen Kohlaischen, Croje, Brotje und Lortje weisen auf die wendische Besiedlung hin. Unsicheren Quellen zufolge sollen am Lauf der Aller Burgen, bei Dannenbüttel die Sassenburg entstanden sein, um einem Vordringen slawischer Volksstämme nach Westen Einhalt zu bieten. Im Jahre 888 wird der Ort als Dannengebudli in den Schriften des Klosters Corvey in Verbindung mit der Sassenburg erstmals urkundlich erwähnt. Damals gab es bereits 20 Hofstellen. Die Grundherrschaft besaß das Kloster Fulda.
Am 1. März 1974 wurde Dannenbüttel in die neue Gemeinde Sassenburg eingegliedert.

## Politik

### Ortsrat
Der Ortsrat Dannenbüttel setzt sich aus fünf Mitgliedern zusammen. Die Ortsratsmitglieder werden durch eine Kommunalwahl für jeweils fünf Jahre gewählt.
Bei der Kommunalwahl 2021 ergab sich folgende Sitzverteilung:
| Ortsrat 2021Insgesamt 5 Sitze - SPD: 2 - B.I.G.: 2 - CDU: 1 | Ortsratswahl 2021Wahlbeteiligung: 58,48 % 50403020100 42,6 %32,5 %23,9 % B.I.G.aSPDCDUAnmerkungen:a Wgem. Bürger-Interessengemeinschaft-Sassenburg |

### Ortsbürgermeister
Ortsbürgermeister ist Jürgen Blume (SPD).

### Wappen
| Wappen von Dannenbüttel | Blasonierung: „Unter blauem Schildhaupt ein goldener vierzinnigen Turm mit drei Fensteröffnungen, von einem blauen gewellten Band schräg geteilt ein silbernes und ein goldenes Feld. Im silbernen Feld steht eine grüne Ähre. Im goldenen Feld ein Kastanienblatt.“ |
| Wappen von Dannenbüttel | Wappenbegründung: Die Ähre symbolisiert die Nutzung des Gebietes als Landwirtschaftliche Anbaufläche und das Laub steht für die hier weit verbreiteten Kastanienbäume. Der Turm steht für die Zugehörigkeit zum Bezirk Sassenburg des Landkreises Gifhorn und für die nahe gelegene ehemalige Burganlage. Die gewellte blaue Linie deutet auf die Aller, in deren Uferbereich die Ortschaft angesiedelt ist. |

Das Wappen wurde von Peter Krenzke, Herbert Helms und Waldemar Schulz anlässlich des 1100-jährigen Bestehens der Ortschaft entworfen und am 7. Februar 1988 bei einer Versammlung der Einwohner als Ortswappen bestätigt.

## Kultur und Sehenswürdigkeiten

### Bauwerke

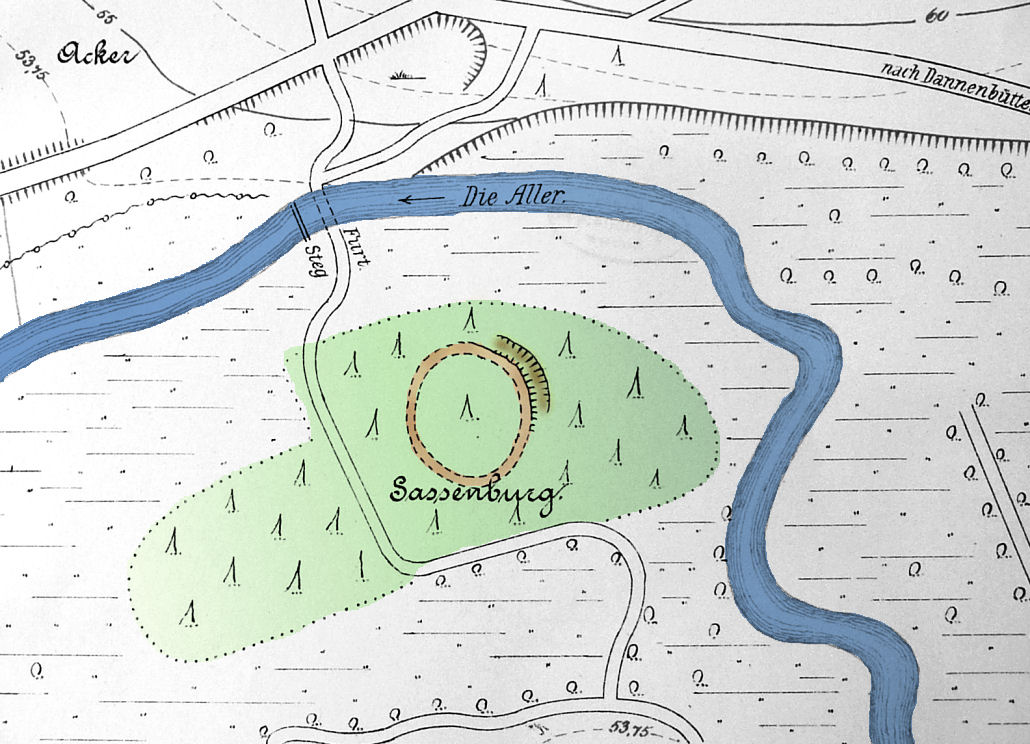
Zeichnung der Sassenburg

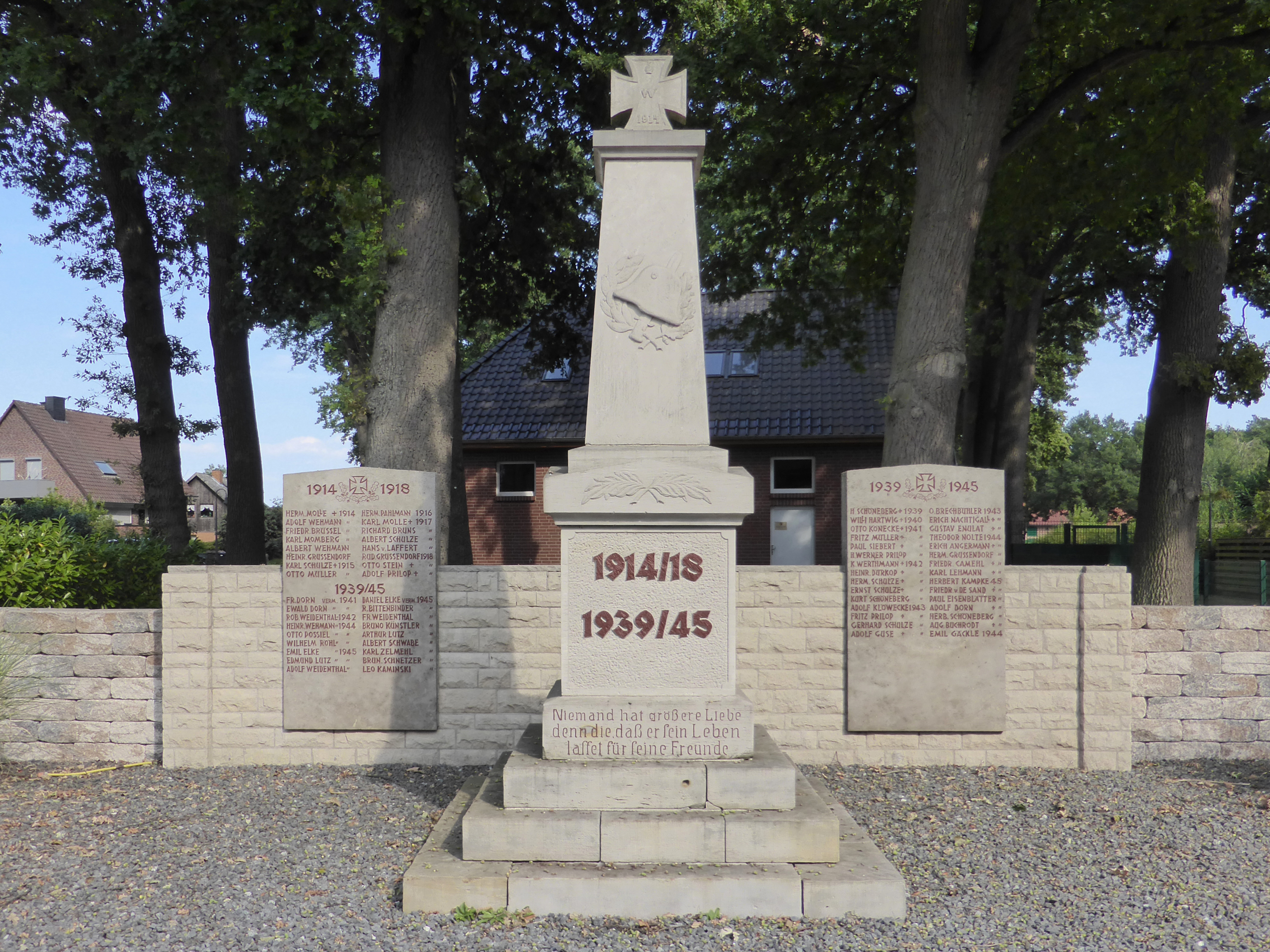
Kriegerdenkmal

Westlich von Dannenbüttel liegen auf einer flachen Sanddüne nahe der Aller die Wallreste der Sassenburg, nach der die Einheitsgemeinde Sassenburg benannt ist.
Das Rittergut Dannenbüttel ging aus einem seit 1489 nachgewiesenen Vollhof hervor. 1856 erwarb Ernst-August von Laffert (1792–1868) das Gut Dannenbüttel von der Familie Lüning und übertrug es bereits 1860 seinem Sohn Karl-August von Laffert. Seit 1877 gehört das Rittergut Dannenbüttel anstelle des Laffert´schen Rittergutes Wittorf zur Landschaft des vormaligen Fürstentums Lüneburg. Da Sybille von Laffert, die Erbin des Rittesgutes, mit Hans Dieter von Kobylinski verheiratet war, tragen die Nachkommen bis heute den Familiennamen von Laffert von Kobylinski. Das Herrenhaus geht auf das 16. oder 17. Jahrhundert zurück und wurde in der zweiten Hälfte des 19. Jahrhunderts umgebaut und erweitert.

### Volkstümliches

#### Sagen
Eine Erhebung am westlichen Ortseingang, der Zwergenberg, befindet sich nordöstlich der einstigen Sassenburg. Einer Volkstümlichen Überlieferungen zufolge bewohnten gutmütige und wohltätige Unterirdischen den Berg. Sie pflegten mit den Dorfbewohnern ein freundschaftliches Verhältnis. So versorgten sie die Bewohner und Feldarbeiter regelmäßig mit Kuchen und warmen Essen. Nachdem ein roher Geselle den Topf mit den Speisen derart verschmutzte, dass man ihn nicht mehr benutzen konnte, zogen die Zwerge sich zurück. Später zogen sie über die Aller ab. Ein alter Fischer aus Dannenbüttel schiffte sie in der Nähe der Sassenburg über den Fluss. Zum Dank erhielt er einen der Zwergenhüte, die den Tragenden unsichtbar erscheinen lässt.
Ein Mann, der zu Lebzeiten dazu beitrug, dass die Grenze zwischen Dannenbüttel und einer benachbarten Ortschaft zum Nachteil eines Dorfes verrückt wurde, hörte man in langen Winternächten mit heiser Stimme rufen: „Hier gaht die Schneide her!“ In einer Novembernacht begegnete eine Frau eben diesem Schneen-Trekker (Grenzenzieher). Sie hatte sich verlaufen und der Grenzenzieher zeigte ihr den richtigen Weg. Nachdem sie sich mit den Worten „Gotteslohn!“ bei ihm bedankte, jauchzte der Schneen-Trekker freudig und sprach die Worte „Nun lobet meine Seele den Herrn“. Er verschwand vor den Augen der Frau.

#### Brauchtum
Am 1. Mai zieht traditionell der Maikerl durch das Dorf. Der Umzug wird von einer mit Birkenzweigen verhüllten Person angeführt, auf deren Kopf eine Blumenkrone thront. Dieser uralte Brauch, der früher auch in vielen anderen umliegenden Ortschaften im Frühling durchgeführt wurde, wird noch heute gepflegt.

### Musik
Seit Jahrzehnten hat der Männergesangverein, der bei vielen Anlässen mit Gesangsdarbietungen auftritt, einen hohen Stellenwert in der Gemeinde. Gegründet wurde der Verein am 4. November 1880, Initiator war damals Lehrer zum Felde, dem auch die musikalische Leitung übertragen war. Das erste Sängerfest fand im Juni 1887 in einem Zelt auf der Masch statt. Zum zehnjährigen Bestehen des Vereins wurde im Jahre 1890 die noch heute vorhandene Fahne angeschafft. Die Rückseite der Fahne trägt die Aufschrift: „Sind wir von der Arbeit Müde, ist noch Kraft zu einem Liede“.

### Grünflächen und Naherholung
Die Dannenbütteler Torfteile sind zum 1. Oktober 2014 im Naturschutzgebiet „Allertal zwischen Gifhorn und Wolfsburg“ aufgegangen. Dieses Gebiet ist ein von bewaldeten Dünen umgebenes Dünental, in dem sich ein kleines Moor gebildet hat.

### Sport
- Die ersten Versuche sich fußballerisch zu betätigen, begannen während des Ersten Weltkrieges in den Jahren 1917/18. Als Spielfeld diente der Platz unter den Eichen, die heutige Masch, wo die jungen Männer die ersten Ballkontakte mit britischen Kriegsgefangenen aufnahmen. Als Ball diente eine aus Lumpen gefertigte Kugel. Anfang der 1920er Jahre wurde der erste Sportverein gegründet. Die erste Fußballmannschaft trug weiße Trikots und schwarze Hosen. Weiß und Schwarz waren damals die Vereinsfarben. Der erste Dannenbütteler Sportplatz entstand auf dem Beusmannschen Acker im Mauersbusch. Anfang der 1930er Jahre wurde ein neuer Sportplatz erstellt, der an der Bevermühler Straße lag, wiederum auf Beusmannschem Grund. Zum Sportverein gehörten damals zwei Fußballmannschaften. Die Neugründung des Sportvereins, der seitdem den Namen „SV Dannenbüttel e. V.“ trägt, erfolgte 1946. Die heutigen Vereinsfarben sind Schwarz und Gelb.
- Seit etwa 200 Jahren besteht in Dannenbüttel eine Schützengilde. Dank zahlreicher Spenden konnte eine eigene Fahne angeschafft werden, die den Schützen bereits zum ersten Schützenfest im Jahre 1897 vorgetragen wurde. Die Gründung eines Schützenvereins ist jedoch erst für April 1937 offiziell belegt.

## Wirtschaft und Infrastruktur

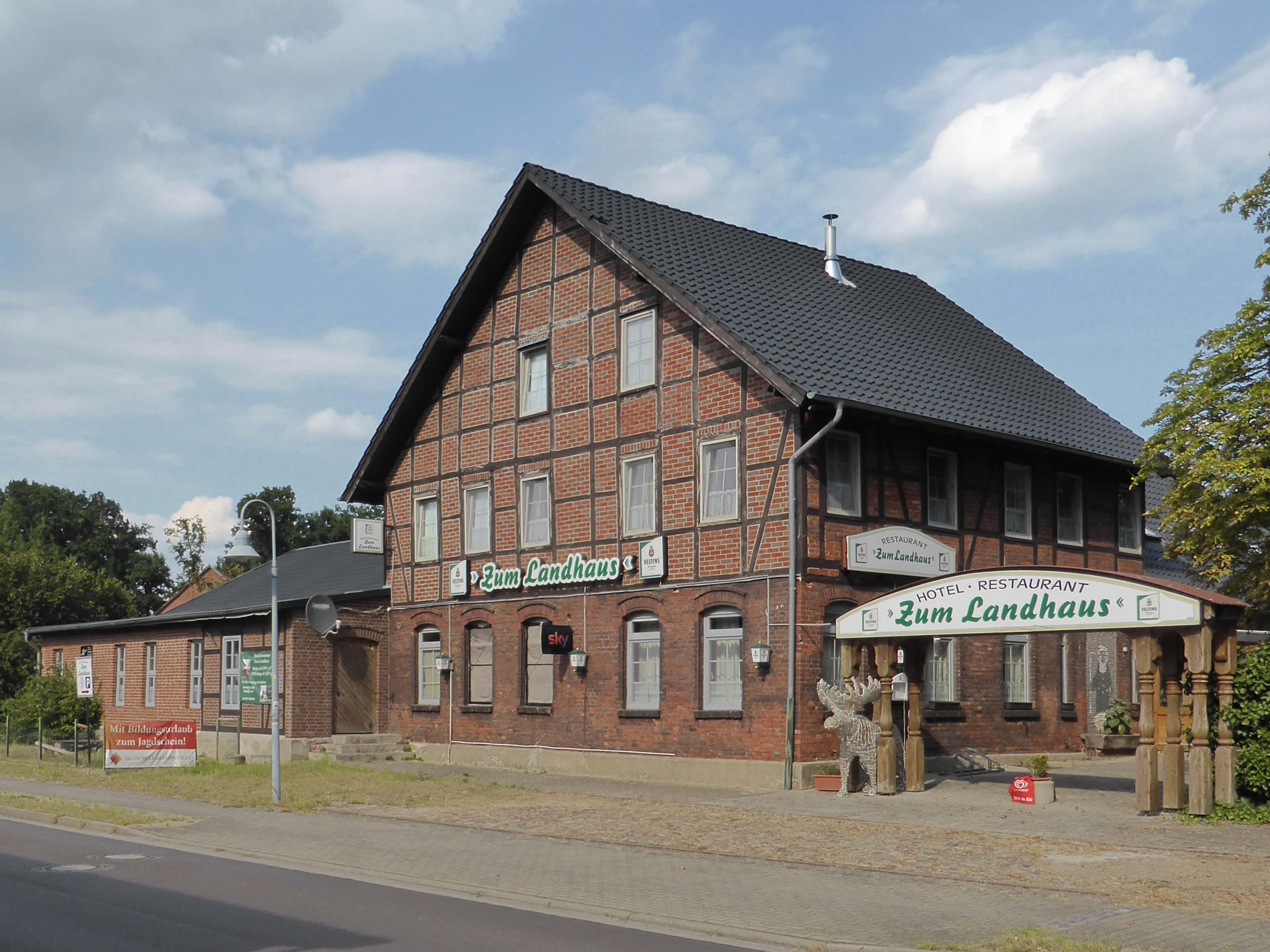
Gasthof Zum Landhaus

### Öffentliche Einrichtungen
Die Freiwillige Feuerwehr Dannenbüttel wurde auf einer Gemeindeversammlung am 20. August 1911 gegründet. Ein Feuerlöschdienst und eine Gemeindelöschmannschaft (Pflichtfeuerwehr) hatten bereits zuvor bestanden. Der Großbrand vom 8. August 1872, bei dem elf Hofstellen vollständig niederbrannten, gab den Anstoß, das Feuerlöschwesen entscheidend zu verbessern und damit die öffentliche Sicherheit zu unterstützen.
Die Jugendfeuerwehr der Freiwilligen Feuerwehr gewann im Jahr 2002 den Bundeswettkampf zur Teilnahme an den Internationalen Jugendfeuerwehrwettkämpfen des Weltfeuerwehrverbandes CTIF. Insgesamt hat die Jugendfeuerwehr bereits dreimal an dieser „Feuerwehrolympiade“ teilgenommen. 2023 wurde die Kinderfeuerwehr Dannenbüttel gegründet.

### Bildung
Im Januar 2021 eröffnete die neue Kindertagesstätte im Ort.

### Verkehr
Den Öffentlichen Personennahverkehr stellt die Verkehrsgesellschaft Landkreis Gifhorn (VLG) mit Bussen sicher.

### Persönlichkeiten
- Karl August von Laffert (* 1872 in Dannenbüttel; † 1938 in Garlitz), Offizier, Schriftsteller und Nationalsozialist.
- Viktoria von Dirksen (* 1874 in Dannenbüttel; † 1946 ebenda), Salonniere im Berlin der 1920er und 1930er Jahre.
- Eckart Dux (* 1926 in Berlin; † 2024 in Dannenbüttel), Schauspieler, Synchron- und Hörspielsprecher.